# 岩石城
岩石城（がんじゃくじょう）は、福岡県田川郡添田町添田1788番地の2にあった日本の城。標高454mの岩石山山頂を主郭とした山城であった。

## 歴史
平清盛が大宰大弐であった頃、保元3年（1158年）に大庭景親に築かせた、と伝わる。はるかのちには、子孫である大庭氏が城主として数代支配することになる。
標高はさほどではないにせよ、山岳修験道の修業場であった山に造られており「豊前一の堅城」「難攻不落」という評判もあった同城ではあるが、築城以降、菊池氏、大友氏、大内氏、秋月氏、豊臣秀吉の各大名に攻め落とされ、帰属の変更を繰り返しながら、重要な城として存続する歴史を繰り返す。
秀吉の九州征伐以降は小倉城の付城として存続し、毛利勝信や細川忠興らに支配されるが、江戸時代初期の1615年（元和元年）の元和の一国一城令により廃城となった。

## 現在
1991年には山麓に7億5000万円の費用を掛けて模擬天守が建築された。模擬天守の1階は美術館となっており、入館料は無料。ただし、本来の岩石城とは無関係であり、城跡のメインとなる遺構は背後の山にあり、石垣や堀が残る。主郭近辺からは地域一帯を俯瞰することができ、同城がやはり重要な拠点であったことが推測される。
ふもとの「そえだジョイ」（老人福祉センター）から、当美術館までスロープカーが敷設されていたが、2014年3月以降休止となった。
- 岩石城の休車スロープカー
- 休車スロープカーの側面